# Dolichodelphys chlorocrater
Dolichodelphys chlorocrater är en måreväxtart som beskrevs av Karl Moritz Schumann och Kurt Krause. Dolichodelphys chlorocrater ingår i släktet Dolichodelphys och familjen måreväxter. Inga underarter finns listade i Catalogue of Life.